# 874년

## 연호
- 당(唐) 함통(咸通) 15년 / 건부(乾符) 원년
- 일본(日本) 조간(貞観) 16년

## 기년
- 당(唐) 희종(僖宗) 원년
- 신라(新羅) 경문왕(景文王) 14년
- 발해(渤海) 대현석(大玄錫) 4년

## 사건
- 5월 이찬 근종이 반란을 일으키고 궁궐까지 쳐들어왔으나 왕이 파견한 근위병들에게 붙잡혀 거열형 당함.

## 탄생
- 맹지상(孟知祥)
- 왕사범(王師範)
- 유은(劉隱)
- 즈엉딘응에(楊延藝)

## 사망
- 한윤중(韓允中)